# Wild Blessed Freedom
| Жанр = Альтернативный рок
| Длительность = 43:08 
| Лейбл = Maratone/MRI 
| Продюсеры = Мэтт Картер
| Страна =  США
| Обзоры =* Allmusic  ссылка
| Предыдущий = Coming To Terms
| Пред_год = 2008
| Год = 2011
| Следующий = 
| След_год = 
| Ещё =
| Прочее =
}}
Wild Blessed Freedom — второй студийный альбом американской альтернативной группы Carolina Liar, выпущен 27 сентября 2011 года.

## Об альбоме
12 июля группа выпустила дебютный сингл с этого альбома, «Drown», ставший доступным через iTunes. 18 июля группа представила клип на эту песню, а превью альбома сделала доступным 20 июля.

## Список композиций
1. Miss America[5]
2. No More Secrets[6]
3. Drown
4. Me And You[7]
5. Beautiful People[8]
6. King of Broken Hearts[9]
7. I Don’t Think So
8. Daddy’s Little Girl
9. Feel Better Now
10. Never Let You Down
11. Salvation
12. All That Comes Out of My Mouth